# 請回答1994
《請回答1994》（：／）為韓國tvN自2013年10月18日起播出的金土連續劇，由2012年話題作《請回答1997》的申沅昊導演與李祐汀作家再度攜手打造。

## 概要
本作背景設定在1994年，以徐太志和孩子們、籃球大盛宴、美國世界盃等為素材，講述從全國各地來到首爾的學生，聚集在新村合宿所發生夾雜了許多社會重要事件的故事，劇中穿插了許多該時期的經典劇情和音樂。

## 演員陣容

### 主要人物
| 演員   | 角色            | 介紹 | 粵語配音 |
| 高雅羅 | 成娜靜          | 1975年生，94計算機工程系大一新生，出身慶尚南道馬山市。 延世大籃球隊員 李尚敏 的瘋狂球迷。喝醉酒就會亂咬人。從小就打算嫁給哥哥，鼓起勇氣告白的當天卻是愚人節，被哥哥以為是在整人。在2002年6月22日結婚 (28歲)。喬遷之喜2013年 (39歲)。                                                                | 黎皓宜   |
| 鄭宇   | 金在俊 (垃圾)   | 1971年生，醫學院三年級生，24歲,。出身慶尚南道馬山市。 學業運動俱優。自我生活不拘小節，因習性邋遢，人稱「垃圾」，但待人處事心思極細膩。娜靜從小到大認識的哥哥，非常疼愛妹妹。家中和在外形象大不同，學弟學妹的偶像，天才醫科生。喬遷之喜2013年（43歲）                                                | 蔡忠衛   |
| 閔都凞 | 趙允眞 (麗水)   | 計算機工程系大一新生，20歲。出身全羅南道麗水市。 「徐太志和孩子們」的瘋狂歌迷，常常到半夜才回宿。 因個性寡言，前八集凸出的戲份並不多，也因不愛搭理人的個性，搭配中分髪型酷似不良少年，而被海太戲稱 三井壽。                                                                                         | 鄧潔麗   |
| 孫浩俊 | 孫浩俊 (海太)   | 計算機工程系大一新生，20歲。出身全羅南道順天市。 順天市最大公車公司—順天交通老闆的大兒子。沉迷打字遊戲，導致三千浦被打字聲吵到睡不著。 | 鄧肇基   |
| 金成均 | 金聲均 (三千浦) | 1977年生，計算機工程系大一新生，18歲。出身慶尚南道三千浦市（現泗川市）。與孫浩俊同房。 三千浦最大的鮟鱇網漁船大發號（66噸）船長的小兒子，外號「三千浦張國榮」。雖然年紀最小，但長相卻是最老氣。媽媽的大寶貝。是個完全不會坐地鐵的傻瓜，第一天到合宿就大迷路。第二天一早就被全宿看光光。有整齊潔癖。 |          |
| Baro   | 金東俊 (喜滋滋) | 醫學院「Pre-medicine」一年級新生，20歲。出身忠清北道槐山郡。入住最後一間房。父母經營忠清北道最大養雞場。合法正太，整天看電視的電視兒童。總是曠課。喜歡在俊前輩。 | 張振聲   |
| 柳演錫 | 金善俊 (七封)   | 社會體育系大一新生，20歲。出身首爾特別市。東俊的表哥（阿姨的兒子），常來合宿拜訪。 延世大棒球隊員，棒球明星帥氣高大，1993年鳳凰旗高中棒球大會MVP，是大學棒球最佳右投手。勤奮練習每天晨跑2小時。父母離異，很喜歡這個家熱鬧的感覺。                                                                   | 黃榮璋   |

### 成娜靜的家人
| 演員                | 角色        | 介紹 | 粵語配音 |
| 成東鎰              | 成東鎰      | 娜靜的爸爸。生於1947年。1994年時值47歲（2013年為66歲）。 前海陀老虎隊補手，1994年為首爾雙子隊教練。                          | 袁德基   |
| 李壹花              | 李一花      | 娜靜的媽媽。生於1947年。1994年時值47歲（2013年為66歲）。 新村合宿經營者，電話02-332-1722。總是煮出多到所有人都吃不完的飯菜。 |          |
| 陸星材 (7 歲：成晙) | 成晙 (壯壯) | 娜靜的弟弟。生於1995年。2013年時值19歲，高三學生。                                                                           |          |

### 其他人物
| 演員   | 角色   | 介紹                                                                           | 粵語配音 |
| 尹鐘焄 | 金基泰 | 出身於首爾特別市，娜靜的大學同班同學，大一擔任班代。                           |          |
| 延俊锡 | 金東宇 | 金東俊的弟弟，1977年生。1994年時值18歲（2013年為37歲），出生于忠清北道槐山郡。 |          |

### 特別出演
| 演員      | 角色               | 介紹 | 粵語配音- |
| 文景垠    | 文景垠             | 延世大學籃球隊員（飾演本人）                                                                                               |           |
| 禹智元    | 禹智元             | 延世大學籃球隊員（飾演本人）                                                                                               |           |
| 金勳      | 金勳               | 延世大學籃球隊員（飾演本人）                                                                                               |           |
| 洪錫天    | 錫天               | 被逐出之合宿生。預備役軍官學校學生，因為爬到海太床上性騷擾而被逐出。                                                       |           |
| 羅䁐錫    | 䁐錫               | 被逐出之合宿生。立志成為PD之青年，因為用自製道具整了娜靜的爸爸，只住2天就被逐出。                                          |           |
| 許京寧    | 阿寧               | 被逐出之合宿生。高IQ怪咖醫生，因為會特異功能而被逐出。                                                                     |           |
| 優熙      |                    | 淑明女子大學貿易系學生，聯誼中代號「夏希羅」，與代號「崔秀宗」的孫浩俊配對                                                 |           |
| 金敏英    |                    | 淑明女子大學貿易系學生，聯誼中代號「李順子」，與代號「全斗煥」的金聲均配對                                                 |           |
| 李鳳輦    |                    | 娜靜、允真同班同學，出身全羅南道麗水市，為班上的老煙槍                                                                     |           |
| 金光奎    |                    | 金在俊之大學醫科教授 |           |
| 金鍾旼    |                    | 金在俊之大學醫科前輩；《請回答1997》中成詩媛父親的癌症主治醫生                                                             |           |
| 李周妍    | 李周妍             | 金在俊之大學醫科同學，Deux金成宰粉絲團團長，經常算命轉述大事件預言，算命曾說她會嫁給高富帥。《請回答1997》中尹太雄的妻子。 |           |
| 金仲基    | 金仲基             | 金在俊之大學醫科同學、且為同期之住院醫師；《請回答1988》中金正煥、成善宇、劉東龍高中同學，綽號麥克                         | 譚漢華    |
| 李賢京    | 李秀靜             | 小兄弟朴正宇、朴善宇得膽管癌之母親；其主治醫師為金在俊的大學醫科教授                                                       |           |
| 金正民    | 金正民             | 新人歌手（飾演本人） |           |
| 鄭盛浩    | 徐太志（聲音出演） | 孫浩俊之同鄉學長，慣於剽竊流行歌曲混充自身創作 第09集                                                                      |           |
| NC.A      |                    | 成俊女友 |           |
| 李美素    | 微笑               | 金善俊所屬之延世大棒球隊隊中經理                                                                                           |           |
| 李由準    |                    | 金在俊前輩，馬山富二代三人組之一 第07集                                                                                    |           |
| 池承炫    |                    | 金在俊前輩，馬山富二代三人組之一 第07集                                                                                    |           |
| 楊基元    |                    | 金在俊前輩，馬山富二代三人組之一 第07集                                                                                    |           |
| 倞利      |                    | 娜靜朋友，與馬山富二代三人組聯誼之首爾女孩 第07集                                                                          |           |
| 敏荷      |                    | 娜靜朋友，與馬山富二代三人組聯誼之首爾女孩 第07集                                                                          |           |
| E U Erine |                    | 娜靜朋友，與馬山富二代三人組聯誼之首爾女孩 第07集                                                                          |           |
| 李敬實    | 李敬實             | 爸爸成東日的初戀情人。 |           |
| 李龍眞    |                    | 使用孫浩俊學長之抄襲歌曲的參賽者                                                                                           |           |
| 李晶恩    |                    | 金聲均母 |           |
| 崔德文    | 金東哲             | 金聲均父 |           |
| 趙洋子    |                    | 金聲均祖母，伎生出身 |           |
| 金漢宗    |                    | 金聲均於三千浦市老家之醉鬼鄰居                                                                                             |           |
| 金仁書    | 聖女貞德           | 海太的學姊 第11集 |           |
| 趙在允    | 金在亨             | 金在俊二哥 第12,13集 | 袁德基    |
| 金元海    | 金龍植             | 金在俊父親 第12,13集 |           |
| 徐宥利    | 珠瓊               | 金在俊初戀對象 第12集 | 姜嘉蕾    |
| 金炳春    | 鄭萬戶             | 成東鎰的朋友 第12集 |           |
| 金旻鍾    | 金旻鍾             | 名歌手演員（飾演本人），第13集婚禮演唱 THE BLUE - 只感覺到你                                                               | 張振聲    |
| 崔宗勳    | 崔宗勳             | 孫浩俊於江原道楊口長白山部隊服役時之兵長                                                                                   |           |
| 金瑟琪    |                    | 金在俊表妹，患神病之女高中生                                                                                               |           |
| 金明智    |                    | 趙允真友，「徐太志和孩子們」的粉絲                                                                                         |           |
| 宋敏智    | 敏貞               | 與金在俊同期之住院醫師，和金在俊是好朋友。喜歡金在俊。                                                                     |           |
| 尹真伊    | 阿珍               | 金東俊的醫學系學姊，綽號：對對。喜歡金東俊，展開猛烈的追求。後為其妻。                                                     |           |
| 太恆浩    |                    | 金東俊的醫學系學長，第17集讀書會中出現。                                                                                   |           |
| 鄭恩地    | 成詩媛             | 同《請回答1997》中角色。出現在16、17集。                                                                                   |           |
| 徐仁國    | 尹雲宰             | 同《請回答1997》中角色。出現在16、17集。                                                                                   |           |
| 申素律    | 毛有貞             | 同《請回答1997》中角色。出現在16集。1997年5月，釜山，在俊外地實習。                                                        |           |
| 李施彥    | 方成才             | 同《請回答1997》中角色。出現在16集。                                                                                       |           |
| Hoya      | 姜俊熙             | 同《請回答1997》中角色。出現在16集。                                                                                       |           |
| 殷志源    | 都學燦             | 同《請回答1997》中角色。出現在17集。娜靜的家教學生。                                                                       |           |
| 劉宰明    |                    | 金在俊的班導師。 |           |
| 金栽經    |                    | 孫浩俊在公車上遇到的延大「全智賢」，只交往一天。第18集                                                                     |           |
| 全炫茂    | 炫茂               | 孫浩俊社團學弟，從孫浩俊手中奪愛延大「全智賢」。                                                                           |           |
| 高佑麗    |                    | 娜靜介紹給孫浩俊的延大「嚴正花」，交往不到一天。                                                                           |           |
| 尹民秀    |                    | KTV工作人員，有婦之夫；從孫浩俊手中奪愛延大「嚴正花」                                                                      |           |
| 尹瑞      | 車愛貞             | 孫浩俊的初戀。浩俊大一時，提出分手。1999年12月31日小學同學會，再次相遇。                                                   |           |
| 鄭裕美    |                    | 與金善俊在樓梯上相撞的紅衣女孩                                                                                             |           |

## 原聲帶
- 《請回答1994》導演版OST（發行日期：2013年12月27日）

| 曲序 | 曲目                             | 演唱               |
| ---- | -------------------------------- | ------------------ |
| 1.   | 首爾這裡                         | Roy Kim            |
| 2.   | 給你                             | 成始璄             |
| 3.   | 和你一起                         | B1A4               |
| 4.   | 無法擁有的你                     | Hi.ni              |
| 5.   | 幸福的我                         | 金藝琳             |
| 6.   | 為了我的離別                     | DIA                |
| 7.   | 只感覺到你                       | 鄭宇&柳演錫&孫浩俊 |
| 8.   | 開始                             | 高雅羅             |
| 9.   | 命運                             | 金聲均&閔都凞      |
| 10.  | 首爾這裡（Acoustic Ver.）        | Roy Kim            |
| 11.  | 無法擁有的你（Acoustic Ver.）    | Hi.ni              |
| 12.  | 給你（inst.）                    | Various Artists    |
| 13.  | 幸福的我（inst.）                | Various Artists    |
| 14.  | 首爾這裡（Acoustic Guitar Ver.） | Various Artists    |

## 劇中配樂
第10集 三千浦長輩示威歌曲 1993 (太真兒) 태진아 - 옥경이
第10集 三千浦同學示威歌曲 1994 꽃다지 - 바위처럼
第14集 Cutting Crew - I Just Died In Your Arms Tonight

## 收視率
| 集數       | 播出日期   | 標題                     | AGB 全國收視率 | AGB 全國收視率 | AGB 全國收視率 |
| 集數       | 播出日期   | 標題                     | 含廣告         | 不含廣告       | 不含廣告       |
| 集數       | 播出日期   | 標題                     | 含廣告         | 平均           | 最高           |
| ---------- | ---------- | ------------------------ | -------------- | -------------- | -------------- |
| 1          | 2013/10/18 | 首爾人                   | 2.535%         | 2.6%           | 3.8%           |
| 2          | 2013/10/19 | 我們都還有些陌生         | 2.063%         | 2.3%           | 3.2%           |
| 3          | 2013/10/25 | 新人類的愛情             | 2.783%         | 3.0%           | 3.8%           |
| 4          | 2013/10/26 | 謊言                     | 3.761%         | 4.2%           | 5.6%           |
| 5          | 2013/11/01 | 難以開口的話             | 4.256%         | 4.7%           | 5.8%           |
| 6          | 2013/11/02 | 禮物學概論               | 5.209%         | 5.8%           | 6.9%           |
| 7          | 2013/11/08 | 那年夏天                 | 5.644%         | 6.2%           | 7.3%           |
| 8          | 2013/11/09 | 瞬間的選擇左右一生       | 6.464%         | 7.1%           | 8.6%           |
| 9          | 2013/11/15 | 所以啊，我想說的話是...  | 7.345%         | 8.1%           | 9.8%           |
| 10         | 2013/11/16 | 說不定，這就是最後一次   | 8.133%         | 8.8%           | 10.0%          |
| 11         | 2013/11/23 | 結束單戀的唯一方法       | 8.108%         | 9.3%           | 10.6%          |
| 12         | 2013/11/29 | 即將發生在我們身上的奇蹟 | 8.025%         | 9.2%           | 11.8%          |
| 13         | 2013/11/30 | 1萬小時定律              | 8.372%         | 9.6%           | 11.5%          |
| 14         | 2013/12/06 | 改變我的那些人1          | 8.150%         | 9.3%           | 11.8%          |
| 15         | 2013/12/07 | 改變我的那些人2          | 7.143%         | 8.1%           | 10.6%          |
| 16         | 2013/12/13 | 愛，恐懼1 ：請回答1997   | 7.278%         | 8.3%           | 10.1%          |
| 17         | 2013/12/14 | 愛，恐懼2 ：請回答1997   | 7.222%         | 8.3%           | 10.6%          |
| 18         | 2013/12/20 | 要不要再說我愛你         | 7.587%         | 8.7%           | 10.9%          |
| 19         | 2013/12/21 | 你相信命運嗎？           | 8.031%         | 9.2%           | 11.8%          |
| 20         | 2013/12/27 | 結束的開始               | 8.822%         | 10.1%          | 12.4%          |
| 21         | 2013/12/28 | 致90年代                 | 10.431%        | 11.9%          | 14.3%          |
| 平均收視率 | 平均收視率 | 平均收視率               | 6.54%          | 7.4%           | 9.1%           |
| SP1        | 2014/01/03 | 特別篇第1回              | 3.930%         | 4.5%           | 5.3%           |
| SP2        | 2014/01/04 | 特別篇第2回              | 2.196%         | 2.8%           | 3.7%           |

- 收視最低的集數以藍色表示，收視最高的集數以紅色表示，而空格則表示該集的收視沒有相關數據。

## 同時段競爭作品
周五
- KBS1：《至誠感天》、《乘著歌聲的愛情》
- MBC：《帝王之女守百香》

周六
- KBS：《王家一家人》
- MBC：《愛能給別人嗎》
- SBS：《熱愛》

## 提名&獲獎列表
| 年度   | 頒獎典禮                | 獎項                      | 入圍者                 | 結果 |
| 2013年 | 第8屆 Cable TV 放送大賞 | 大賞                      | 大賞                   | 獲獎 |
| 2014年 | 第50屆百想藝術大賞      | 電視劇作品賞              | 電視劇作品賞           | 提名 |
| 2014年 | 第50屆百想藝術大賞      | 電視部門 導演獎           | 申沅昊                 | 提名 |
| 2014年 | 第50屆百想藝術大賞      | 電視部門 女子最優秀演技賞 | 高雅羅                 | 提名 |
| 2014年 | 第50屆百想藝術大賞      | 電視部門 男子新人賞       | 金成均                 | 提名 |
| 2014年 | 第50屆百想藝術大賞      | 電視部門 男子新人賞       | 鄭宇                   | 獲獎 |
| 2014年 | 第50屆百想藝術大賞      | 電視部門 女子新人賞       | 閔都熙                 | 提名 |
| 2014年 | 第50屆百想藝術大賞      | 電視部門 劇本賞           | 李祐汀                 | 提名 |
| 2014年 | 第50屆百想藝術大賞      | 電視部門 男子人氣賞       | 金成均                 | 提名 |
| 2014年 | 第50屆百想藝術大賞      | 電視部門 男子人氣賞       | 柳演錫                 | 提名 |
| 2014年 | 第50屆百想藝術大賞      | 電視部門 男子人氣賞       | 鄭宇                   | 提名 |
| 2014年 | 第50屆百想藝術大賞      | 電視部門 女子人氣賞       | 高雅羅                 | 提名 |
| 2014年 | 第50屆百想藝術大賞      | 電視部門 女子人氣賞       | 閔都熙                 | 提名 |
| 2014年 | 第50屆百想藝術大賞      | 電視部門 OST賞            | Roy Kim (Seoul Here)   | 提名 |
| 2014年 | 第50屆百想藝術大賞      | 電視部門 OST賞            | 成始璄 (To You)        | 提名 |
| 2014年 | 第7屆韓國電視劇節       | 作家賞                    | 李祐汀                 | 提名 |
| 2014年 | 第7屆韓國電視劇節       | 導演賞                    | 申沅昊                 | 獲獎 |
| 2014年 | 第7屆韓國電視劇節       | 男子新人賞                | 孫浩俊                 | 提名 |
| 2014年 | 第7屆韓國電視劇節       | 女子新人賞                | 閔都熙                 | 獲獎 |
| 2014年 | 第7屆韓國電視劇節       | 最佳情侶賞                | 閔都熙＆金成均         | 獲獎 |
| 2014年 | 第3屆大田電視劇節       | 中篇電視劇 男子優秀演技賞 | 鄭宇                   | 獲獎 |
| 2014年 | 第3屆大田電視劇節       | 中篇電視劇 女子優秀演技賞 | 高雅羅                 | 提名 |
| 2014年 | 第3屆大田電視劇節       | 男子配角賞                | 成東鎰                 | 提名 |
| 2014年 | 第3屆大田電視劇節       | 男子新人賞                | Baro                   | 提名 |
| 2014年 | 第3屆大田電視劇節       | 男子新人賞                | 孫浩俊                 | 獲獎 |
| 2014年 | 第3屆大田電視劇節       | 女子新人賞                | 閔都熙                 | 提名 |
| 2015年 | tvN go Awards           | 年度Go大賞（節目部門）    | 年度Go大賞（節目部門） | 獲獎 |
| 2015年 | tvN go Awards           | 年度男主角賞              | 柳演錫                 | 提名 |
| 2015年 | tvN go Awards           | 年度女主角賞              | 高雅羅                 | 獲獎 |
| 2015年 | tvN go Awards           | 年度情侶賞                | 鄭宇＆高雅羅           | 獲獎 |
| 2016年 | tvN10 Awards            | 電視劇本賞                | 電視劇本賞             | 獲獎 |
| 2016年 | tvN10 Awards            | 男演員賞                  | 成東鎰                 | 提名 |
| 2016年 | tvN10 Awards            | 特別演技賞                | 成東鎰                 | 獲獎 |
| 2016年 | tvN10 Awards            | Best Kiss賞               | 鄭宇＆高雅羅           | 提名 |
| 2016年 | tvN10 Awards            | Made in tvN影集男子賞     | 鄭宇                   | 提名 |
| 2016年 | tvN10 Awards            | Made in tvN影集女子賞     | 高雅羅                 | 提名 |

## 其他
- 2013年10月11日，於開播前一週播出〈序〉0回，內容包括介紹劇中角色及電視劇的製作過程。[26]
- 2013年11月22日，因直播《2013 Mnet亞洲音樂大獎》停播一集。[27]
- 2013年12月20日，在第18集播放結束後，因第19集之預告未能按時完成剪輯並將該錄影帶提交至播出室，導致該預告及之後的《花樣姐姐》等節目延遲約12分鐘播出，其後tvN在電視畫面及官方Twitter登出道歉文字。[28]
- 2014年1月3日，於播畢後一週播出〈後記〉22回，內容包括經典場景及幕後花絮。[29]

## 腳註
1. ↑  高雅拉有望主演tvN新劇《請回答1994》 （页面存档备份，存于） bnt新聞
2. ↑  '응답하라1994' 문경은 우지원 김훈, 레전드팀 카메오 등장 （页面存档备份，存于）
3. ↑  '응답하라1994' 카메오, 홍석천-나영석PD-허경영 '깨알재미' （页面存档备份，存于）
4. ↑  달샤벳 우희, 김민영과 '응답하라1994' 출연 인증샷 '다정' （页面存档备份，存于）
5. ↑  김종민 주연 김광규 김정민, '응답하라1994' 호화 카메오열전 （页面存档备份，存于）
6. ↑  ‘응답하라 1994’ 서태지 성대모사 정성호는 누구? （页面存档备份，存于）
7. ↑  신예 NC.A, '응답하라 1994'로 드라마 첫 데뷔 （页面存档备份，存于）
8. ↑  김부선 딸 이미소, '응답하라 1994' 실명 그대로 출연.."눈치채셨나요?" （页面存档备份，存于）
9. ↑  ‘응답하라 1994’에 영화 ‘바람’배우들 카메오 출연 （页面存档备份，存于）
10. ↑  연준석, '응답하라 1994' 특별 출연…역할은? （页面存档备份，存于）
11. ↑  '응답하라', 삼천포 가족 화제..어디서 봤나했더니 （页面存档备份，存于）
12. ↑  '응답하라 1994' 주정뱅이로 출연한 김한종 '감칠맛 나는 연기에 눈길' （页面存档备份，存于）
13. ↑  '응답하라1994' 이경실, 성동일 첫사랑으로 카메오 등장 （页面存档备份，存于）
14. ↑  전현무, 응답하라 카메오로 출연…해태 노안 후배로 등장 ‘기대’ （页面存档备份，存于）
15. ↑  윤민수 응답하라 1994, "남우주연상급 연기를…" 윤후도 함께?
16. ↑  1994年MBC電視劇《首爾之月（朝鲜语：서울의 달）》主題曲，原唱為張哲雄（장철웅）。
17. ↑  徐太志和孩子們在1993年所發行的歌曲。
18. ↑  1994年KBS電視劇《感覺》主題曲，原唱為金旻鍾與孫志昌組成的歌唱組合The Blue。
19. ↑  歌唱組合Bank在1995年所發行的歌曲。
20. ↑  歌唱組合Eco在1997年所發行的歌曲。
21. ↑  金惠琳（김혜림）在1994年所發行的歌曲。
22. ↑  The Blue在1992年所發行的歌曲。
23. ↑  朴奇英（박기영）在1999年所發行的歌曲。
24. ↑  歌唱組合旅行Sketch在1994年所發行的歌曲。
25. ↑  .   [2015-11-29]. （原始内容存档于2017-06-18）.
26. ↑  金璟敏（Mydaily）. . 新浪娛樂. 2013-10-08  [2013-11-19]. （原始内容存档于2020-04-04） （中文（中国大陆））.
27. ↑  Grace Danbi Hong. . CJ E&M enewsWorld. 2013-11-19  [2013-11-19]. （原始内容存档于2013-11-22） （中文（臺灣））.
28. ↑  Linda. . Kpopn. 2013-12-21  [2013-12-24]. （原始内容存档于2013-12-23） （中文（臺灣））.
29. ↑  呂京珍. . 韓星網. 2013-12-30  [2013-12-30]. （原始内容存档于2020-04-18） （中文（臺灣））.

## 外部連結
- 韓國tvN （页面存档备份，存于）

| tvN 金土劇                                                        | tvN 金土劇                                    | tvN 金土劇                               |
| ----------------------------------------------------------------- | --------------------------------------------- | ---------------------------------------- |
|                                                                   | 請回答1994〈序〉0回 （2013年10月11日）        |                                          |
| 金曜日綜藝時段 花樣爺爺 （2013年7月5日－2013年10月4日）（新時段） | 請回答1994 （2013年10月18日－2013年12月28日） |                                          |
| 星期五、六 20:40－22:00 第1、2集為20:50－22:00                    |                                               |                                          |
| 請回答1994〈序〉0回 （2013年10月11日）                            | 請回答1994 （2013年10月18日－2013年12月28日） | 請回答1994〈後記〉22回 （2014年1月3日）  |
| 星期五 20:40－21:50                                               |                                               |                                          |
| 請回答1994 （2013年10月18日－2013年12月28日）                     | 請回答1994〈後記〉22回 （2014年1月3日）       | 急診男女 （2014年1月24日－2014年4月5日） |

| 香港／ 臺灣 channel M 星期二 22:00－23:00 | 香港／ 臺灣 channel M 星期二 22:00－23:00  | 香港／ 臺灣 channel M 星期二 22:00－23:00     |
| ----------------------------------------- | ------------------------------------------ | --------------------------------------------- |
|                                           | 請回答1994〈0回，序〉 （2013年12月24日）   |                                               |
| K-POP獵星行動 第三季 （2013年12月23日）   | 英雄 （2013年12月25日－未定）              |                                               |
| 星期一至四 22:00－23:00                   |                                            |                                               |
| 待查                                      | 請回答1994 （2014年1月6日－2014年3月18日） | 花美男拉麵店 （2014年3月24日－2014年4月18日） |
| 星期一至四 21:00－22:00                   |                                            |                                               |
| 你是誰 （2014年2月26日－2014年3月25日）   | 請回答1994 （2014年3月31日－未定）         | 待查                                          |

| 香港 Now 101台 星期一至五 21:30－22:30                                       | 香港 Now 101台 星期一至五 21:30－22:30           | 香港 Now 101台 星期一至五 21:30－22:30 |
| ---------------------------------------------------------------------------- | ------------------------------------------------ | -------------------------------------- |
|                                                                              | 回答吧！1994 （2014年7月18日－2014年9月5日）     |                                        |
| 結婚好嗎？ （2014年5月23日－2014年7月17日）                                  | 幸福街第3號出口 （2014年9月8日－2014年10月13日） |                                        |
| 香港 ViuTV 星期日 12:30－14:30 · 1月29日、3月26日、4月16日及5月14日 暫停播映 |                                                  |                                        |
| 甜蜜殺氣的家族 （2016年10月30日－2016年12月18日）                            | 回答吧！1994 （2016年12月25日－2017年5月21日）   | 未定 （2017年5月28日－2017年 月 日）   |

| 臺灣 龍華偶像台 星期一至五 18:00 - 20:00 · 4月17日 19:00 - 20:00 | 臺灣 龍華偶像台 星期一至五 18:00 - 20:00 · 4月17日 19:00 - 20:00 | 臺灣 龍華偶像台 星期一至五 18:00 - 20:00 · 4月17日 19:00 - 20:00 |
| ---------------------------------------------------------------- | ---------------------------------------------------------------- | ---------------------------------------------------------------- |
|                                                                  | 請回答1994 （2023年4月17日－2023年5月10日）                      |                                                                  |
| 請回答1997 （2023年3月21日－2023年4月14日）                      | 我的野蠻王妃 （2023年6月15日－2023年7月11日）                    |                                                                  |